# Ізмаїльська фортеця
Ізмаї́льська форте́ця  (тур. İsmail Kalesi) — турецька фортеця, що існувала в XVI—XIX століттях на березі Дунаю на території сучасного міста Ізмаїл. Важливий стратегічний об'єкт у період російсько-турецьких війн.

## Історія

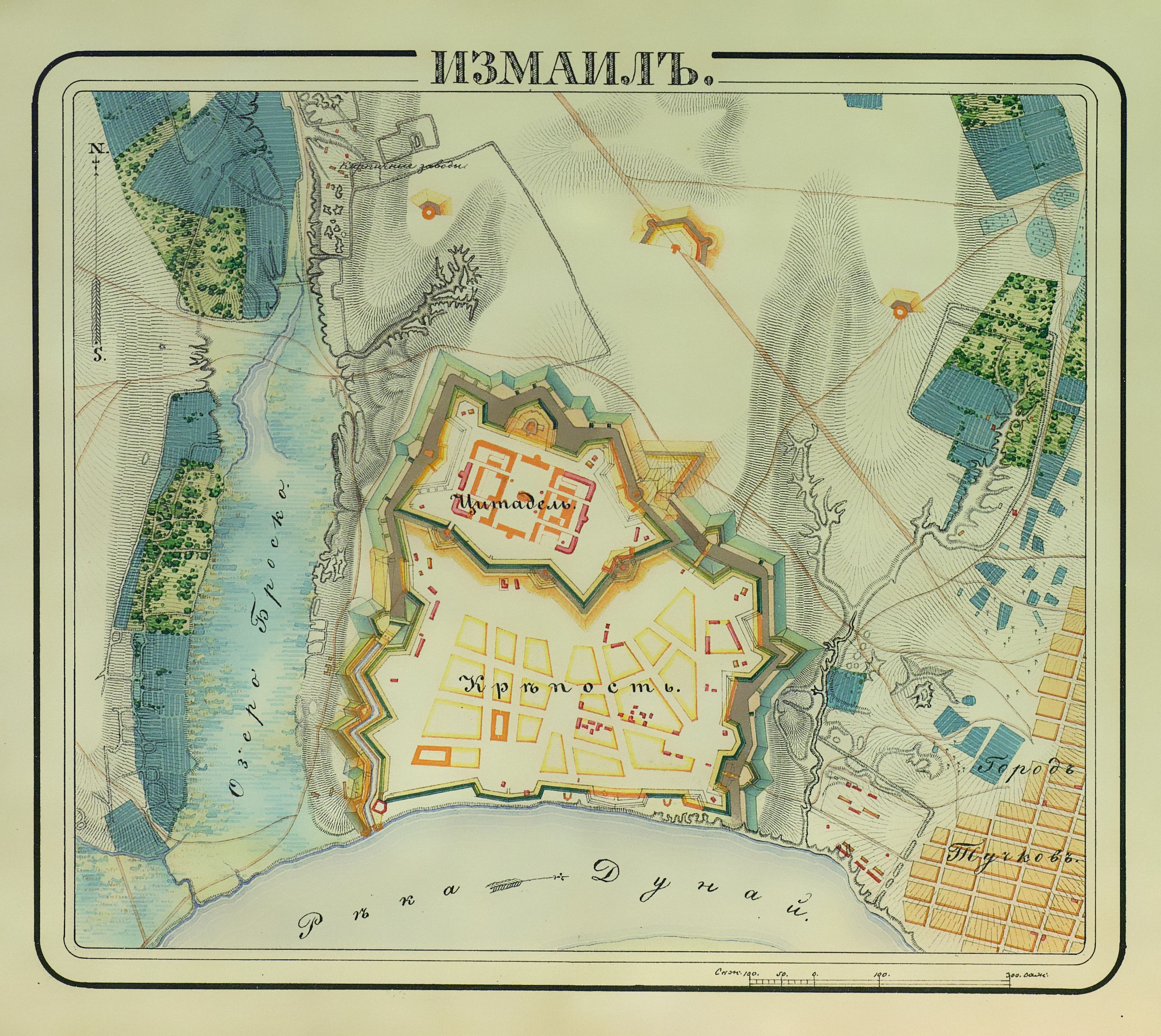
План фортеці.

За даними історика В.О. Постернака, Ізмаїл як фортеця згадується у перепису від липня 1592 року. Згідно з ним Ізмаїл — невелика укріплена фортеця із військовим гарнізоном, 36 охоронцями та 53 кінними вершниками. За межами фортеці — 10 християнських районів. Відомо, що фортецю збудував Мехмед Ага, проте вона мала нетривалу історію існування.

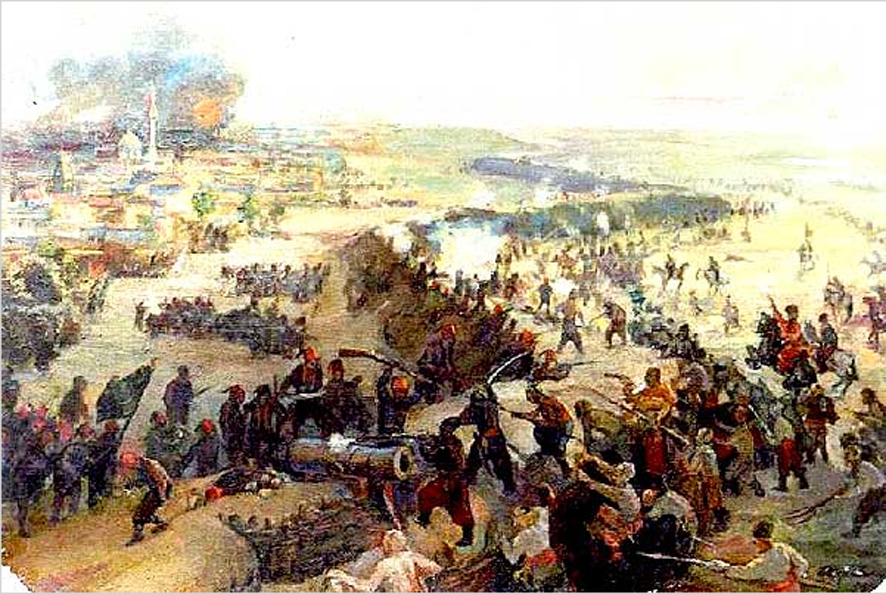
Взяття фортеці Ізмаїл гетьманом Наливайком у 1595 році

Вперше фортеця була захоплена у 1595 році козаками під керівництвом гетьмана Северина Наливайка. У 1609 році козаки знову брали цю фортецю, тепер під проводом гетьмана Петра Сагайдачного.
До періоду 1636–1637 років відноситься будівництво оборонного валу з півночі міста.
Вперше російські війська взяли фортецю 1770-го, проте, втримати її вдалося лише 4 роки, після чого вона відійшла до османів, які одразу розпочали її додаткове укріплення. Для розбудови фортеці запросили французького інженера Жана Лафіт-Клаве (фр. Jean Lafitte-Clavé) та німецького будівельника Ріхтера. Під їхнім керівництвом у південно-східній частині фортеці звели бастіон «Кавальєр» у вигляді п'ятикутного укріплення із баштою. Загальна висота бастіону, з урахуванням висоти берегу, сягала 14 м. Розташовані на бастіоні 20 гармат охоплювали Дунай із прилеглим суходолом на 500—700 м так, що взяти фортецю, не взявши «Кавальєр», ставало неможливо.

### Штурм Ізмаїла 1790 року

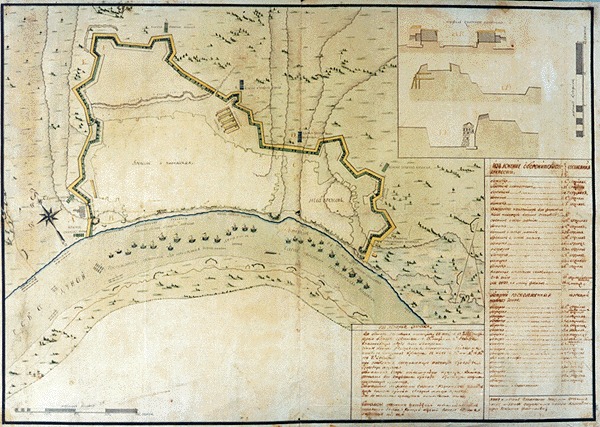
Карта фортифікацій 1790 року

Взяття Ізмаїла 1790 року під командуванням генерала Олександра Суворова стало одним з поворотних моментів російсько-турецької війні 1787—1792 років та пришвидшило поразку Османської імперії. Бастіон «Кавальєр» було зруйновано. Російські війська протрималися у фортеці до 1791 року, після чого фортеця знову була зайнята турками. Наступне повернення російськіх військ до фортеці сталося лише 1809 року.

### Подальша історія

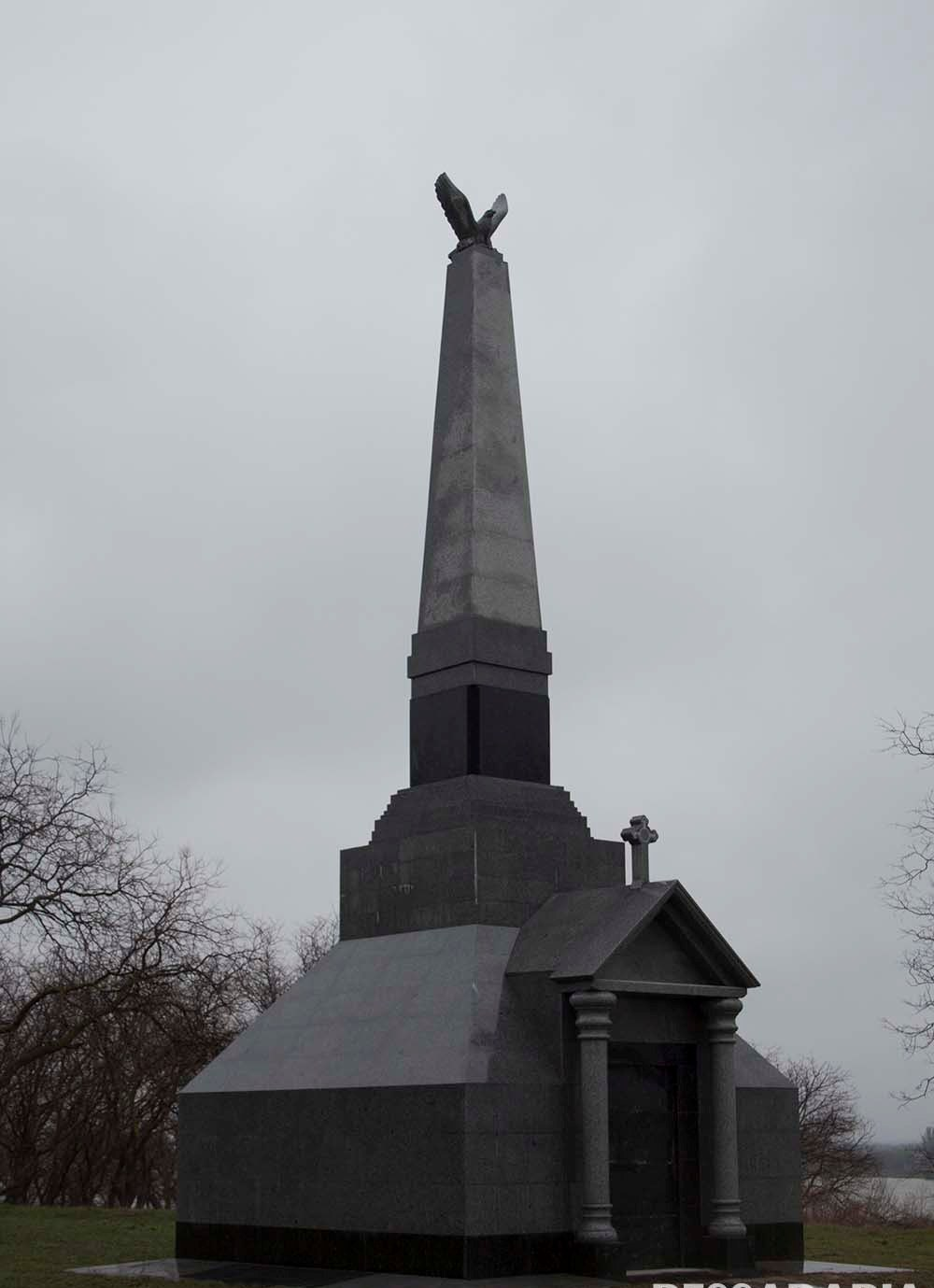
Відбудований меморіал загиблим воїнам

Відповідно до умов Паризького мирного договору 1856 року Ізмаїльську фортецю було роззброєно, мури підірвано. А наприкінці XIX сторіччя внаслідок розвитку далекобійної артилерії колишня фортеця остаточно втратила своє оборонне значення. З 1858 року фортеця належить до об'єднаного князівства Волощини і Молдови.
Наступний вхід російських військ до фортеці датовано 13 квітня 1877 року — тоді вона остаточно втрачає своє військове значення. Потому на місці бастіону «Кавальєр» створено Російське військове гарнізонне кладовище.
У 1918 році Ізмаїл увійшов до складу Румунського королівства. Територію фортеці було відведено під кладовище, а на місці Російського військового кладовища у 1930-у було зведено меморіал у вигляді зрізаної піраміди заввишки 14 м, із бронзовим орлом на верхівці (архітектор Ф. Рутта). Всередині знаходилися рештки 421 російських військових й таблички з іменами похованих. Поряд із меморіалом зведено дерев'яний різьблений хрест «Трійця».
У 1940 році Бессарабія входить до складу СРСР. Хрест «Трійця» — зруйновано, кладовище — закрите. У період з 1941 по 1944 роки тут ховають румунських та німецьких військових. Після приходу радянських військ кладовище руйнується, хрести знищуються. Руїни меморіалу проіснували до 1970-х років.

## Сучасний стан

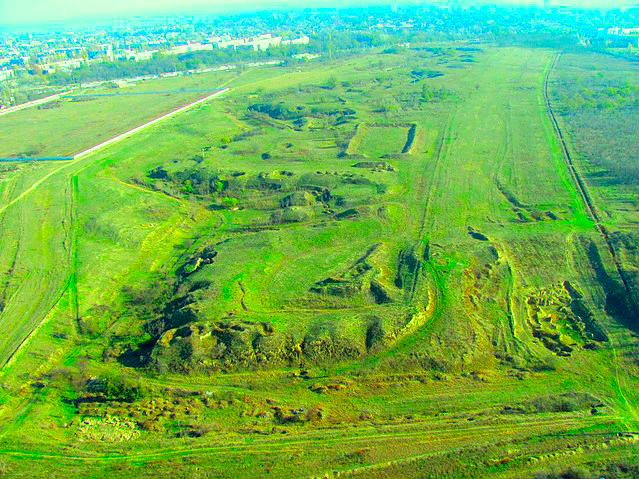
Сучасний вигляд фортеці

Докладніше див. Ізмаїльський меморіальний парк-музей «Фортеця»

До теперішнього дня збереглася сама лише мечеть. Від кладовища російських солдатів залишилася брама, частково відновлено меморіал. Від румунського кладовища збереглася брама із червоної цегли, яка слугує воротами Свято-Миколаївського монастиря, розташованого на території фортеці.

## Галерея

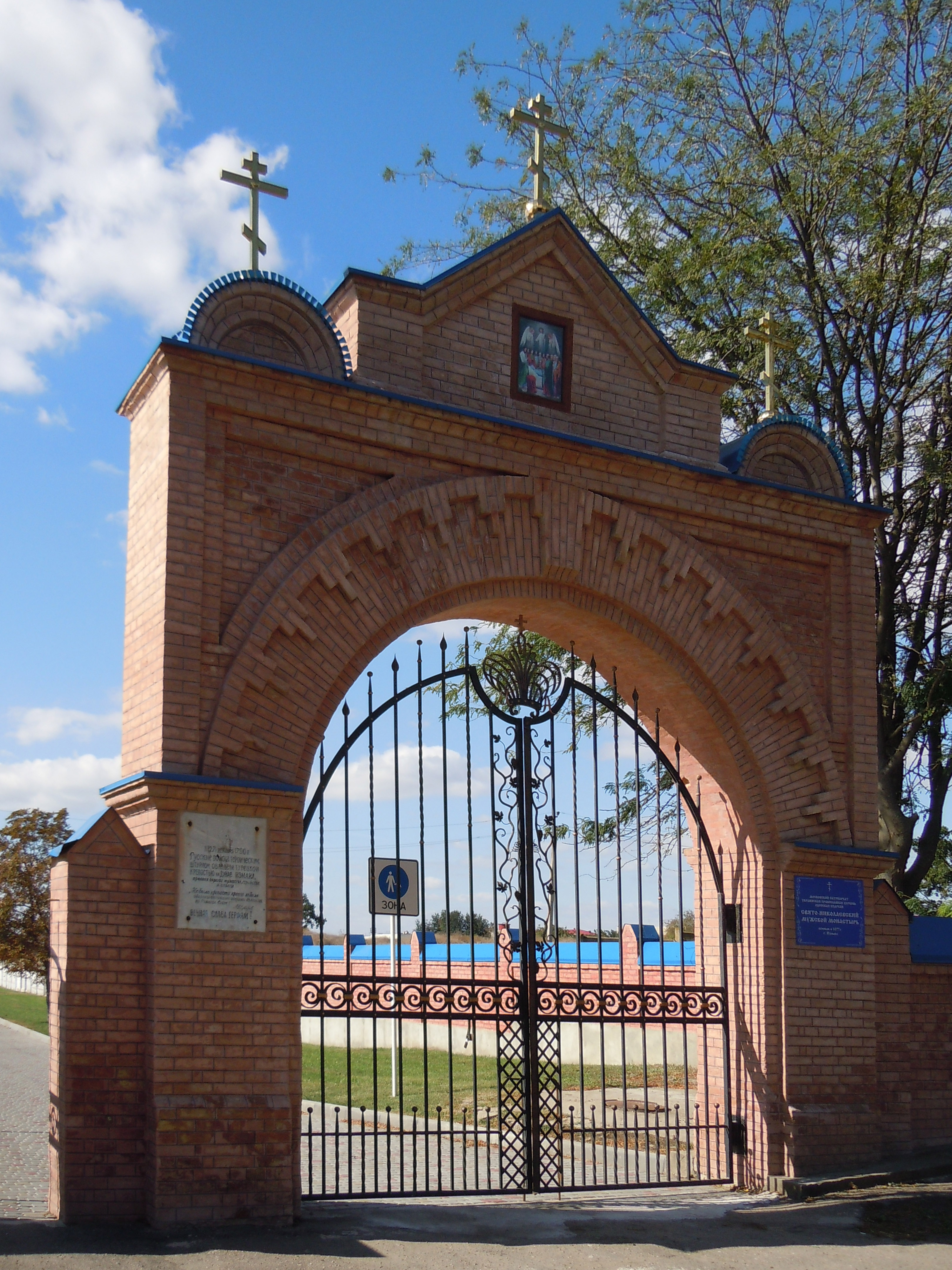
Сучасний вигляд брами Румунського кладовища. Тепер головний вхід до Свято-Миколаївського монастиря.
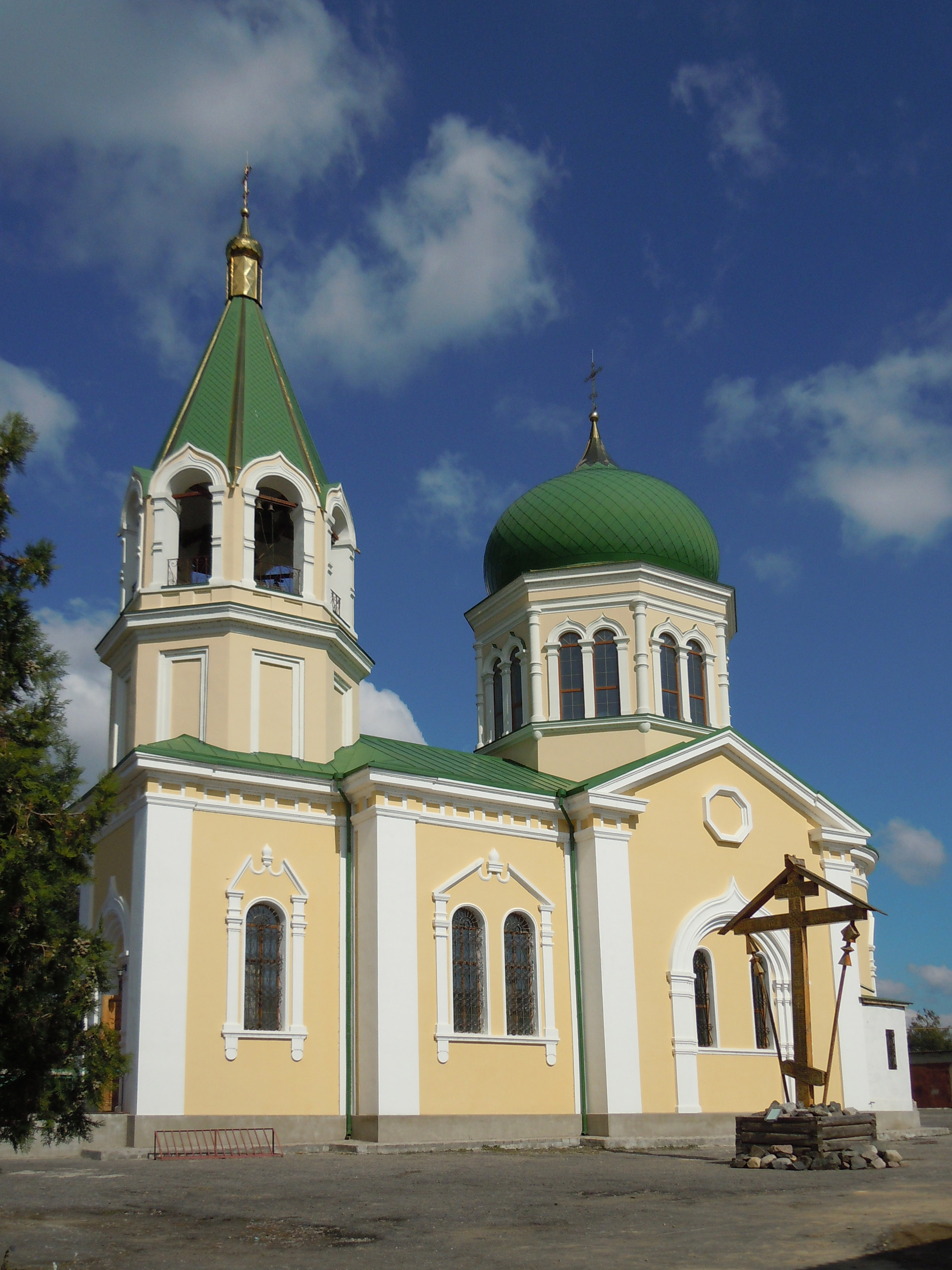
Свято-Миколаївська церква монастиря
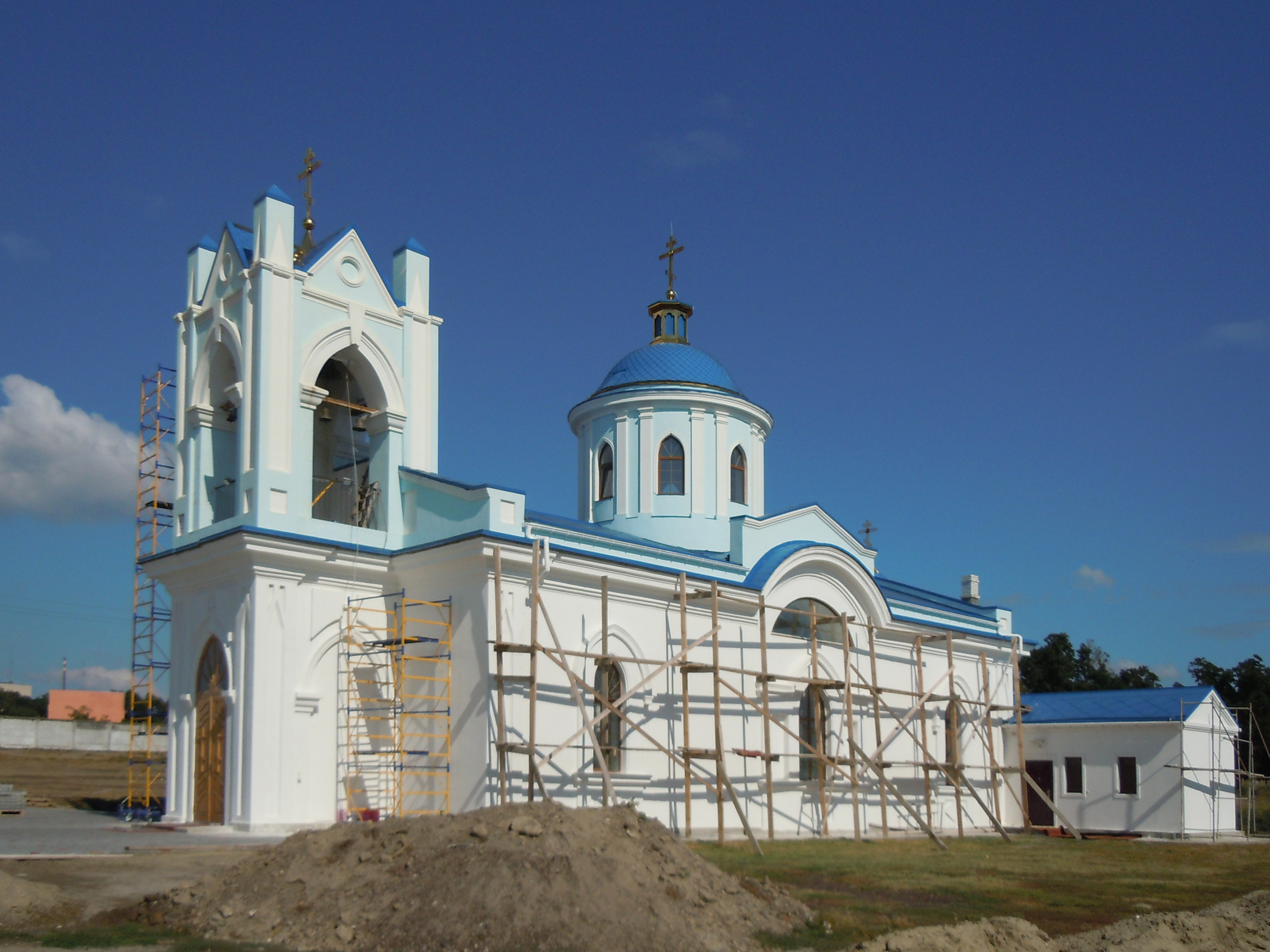
Успенська церква монастиря
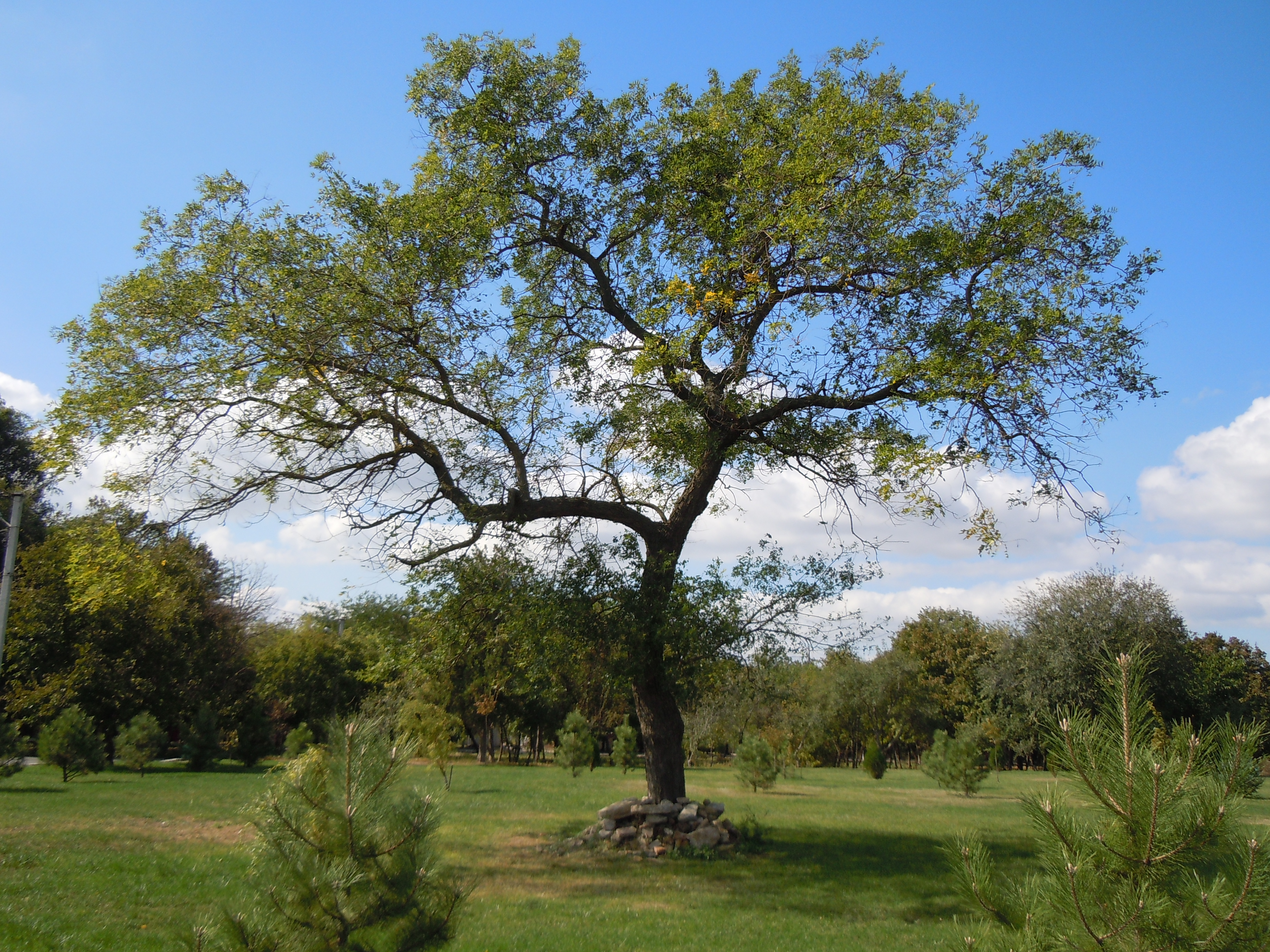
Зелені насадження на території фортеці
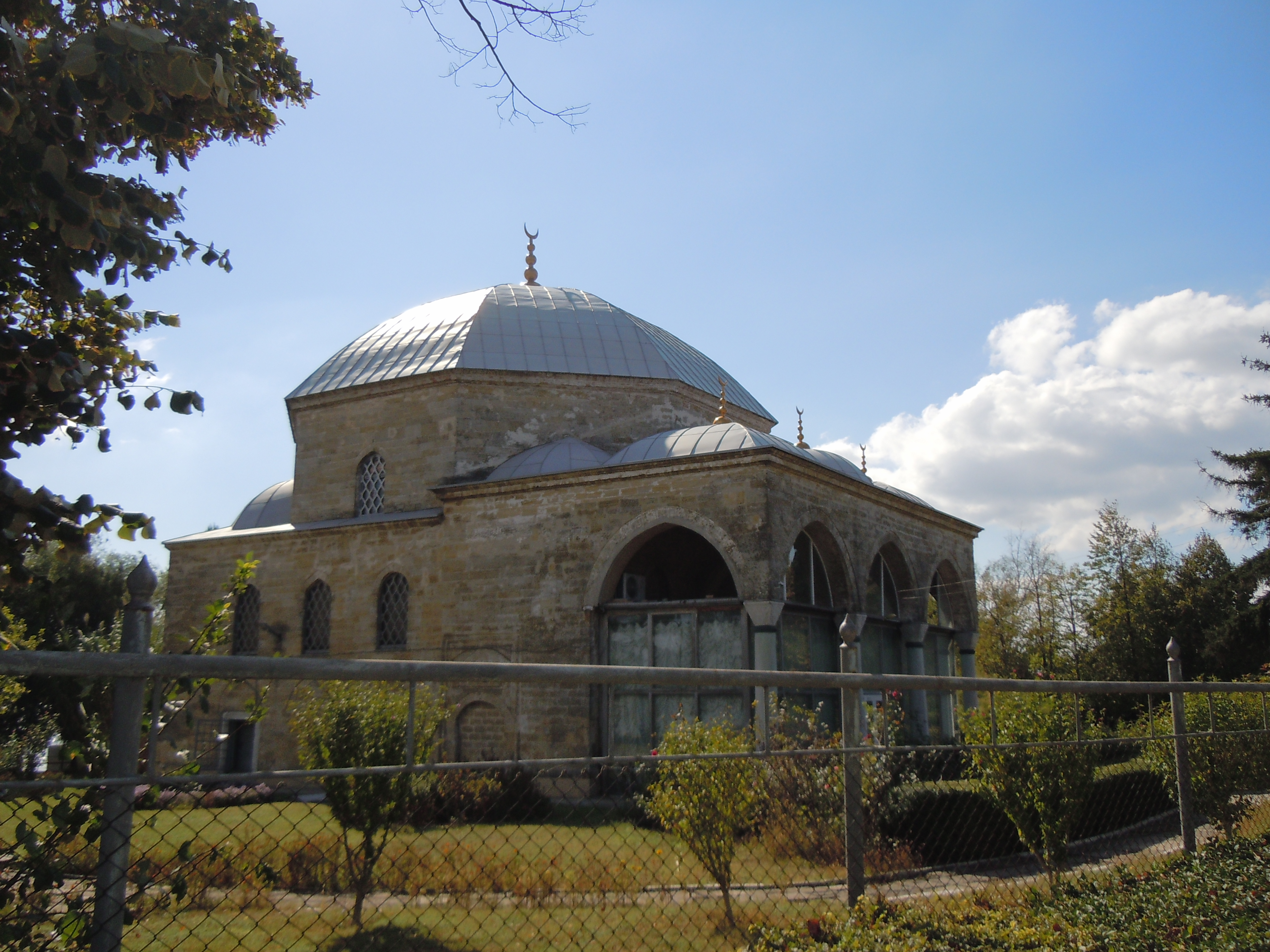
Будівля Малої мечеті – Діорама «Штурм Ізмаїлу»
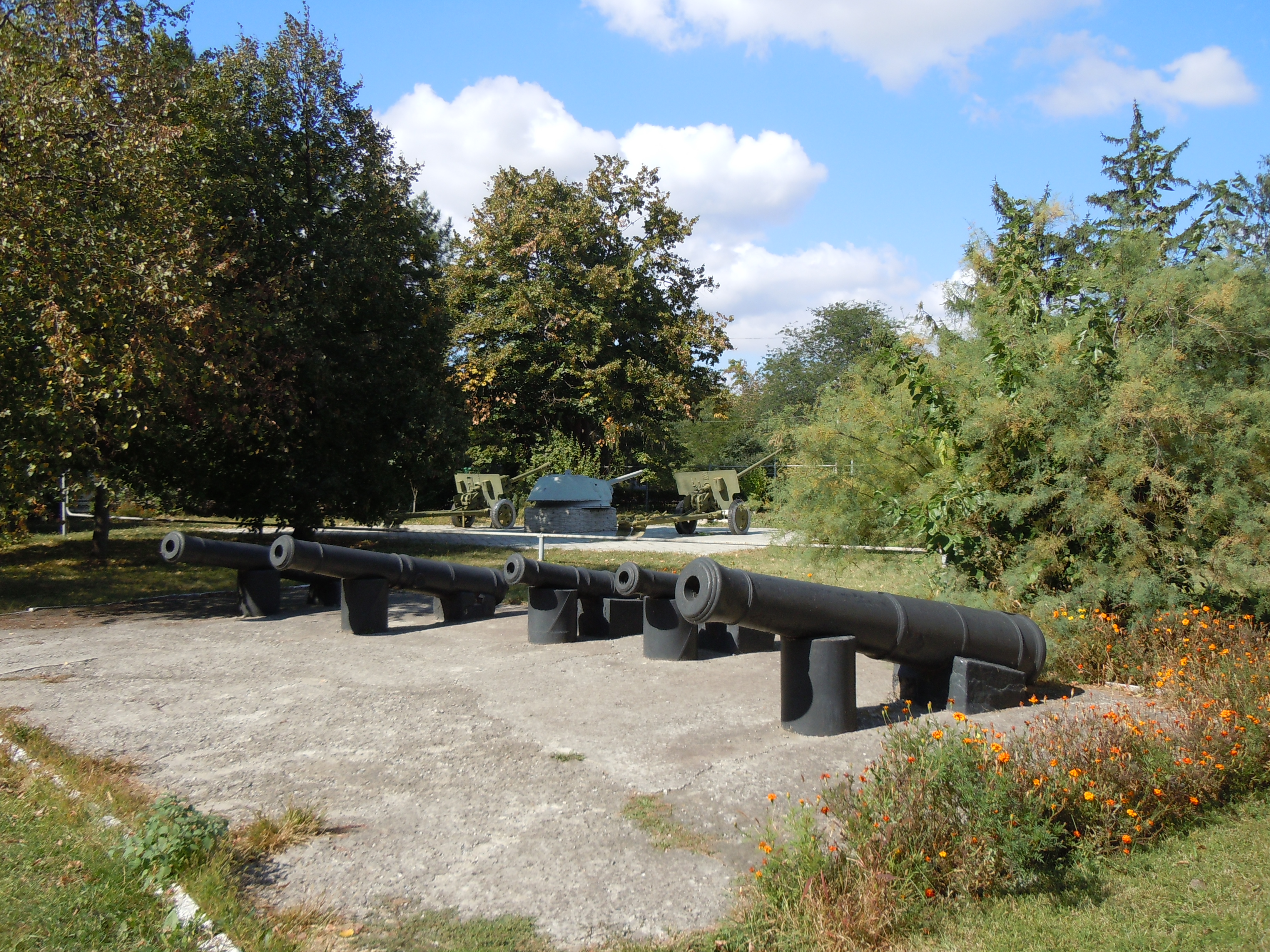
Частина музейної експозиції
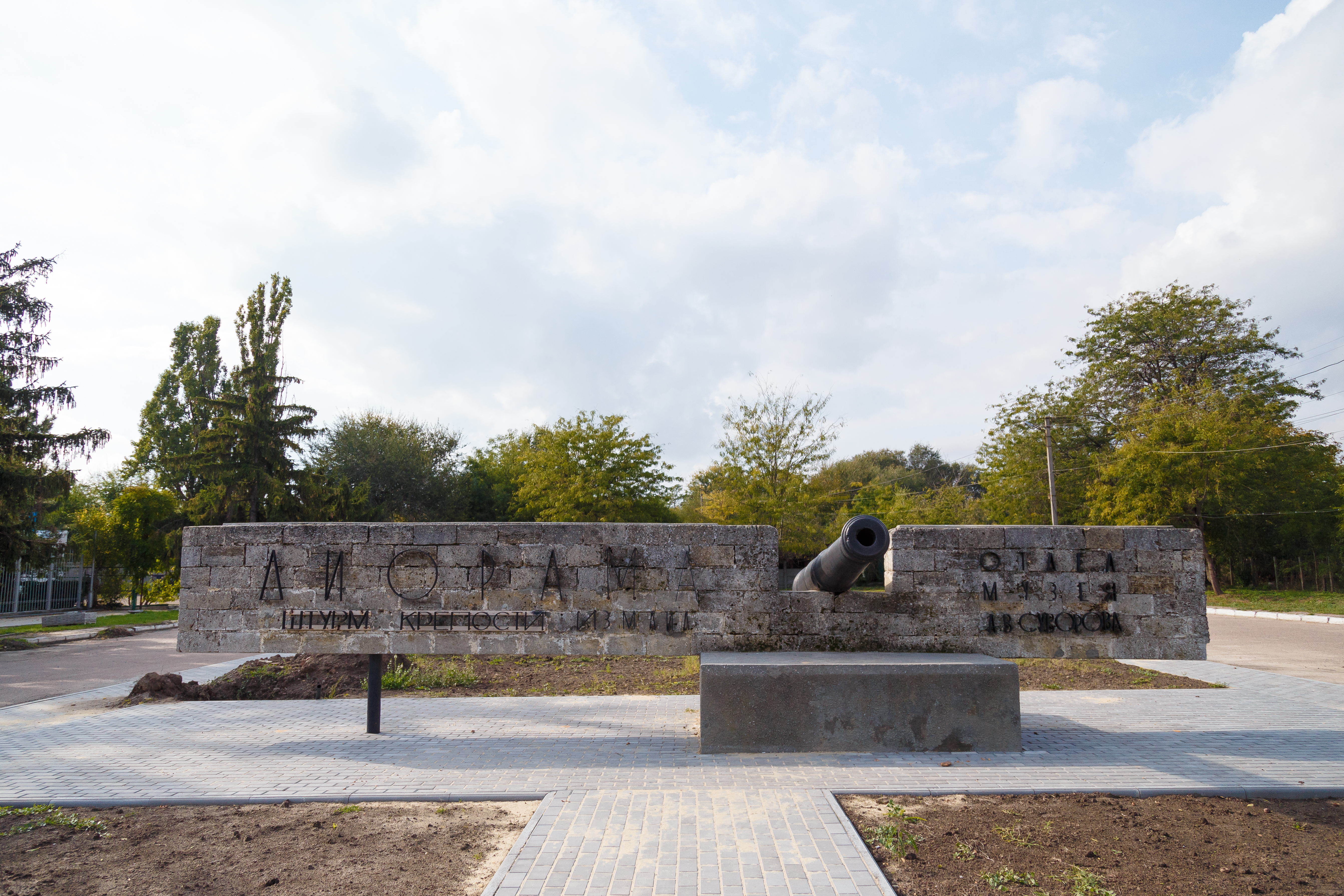
Біля входу до діорами «Штурм Ізмаїлу»